# Leptocera cryptochaeta
Leptocera cryptochaeta är en tvåvingeart som först beskrevs av Oswald Duda 1918.  Leptocera cryptochaeta ingår i släktet Leptocera och familjen hoppflugor. Inga underarter finns listade i Catalogue of Life.